# 神農路 (鳥松區)
神農路（Shennong Rd.）為高雄市鳥松區的主要道路。起端銜接大埤路，末端銜接光明路三段，是往來高雄市鳥松區、大寮區的重要道路。

## 行經行政區域
- 鳥松區

## 沿線設施
（由西至東）
- 神農羽球館
- 台灣中油千越仁美加油站
- 7-ELEVEN翔盛門市
- 鳥松區農會
- 鳥松第三公墓
- 萊爾富高縣神農店

## 相關連結
- 高雄市主要道路列表